# Aeroportul Heihe Aihui
Aeroportul Heihe Aihui (IATA: HEK, ICAO: ZYHE) este un aeroport din Heilongjiang, Republica Populară Chineză ce deservește zona Heihe⁠(d). Aeroportul a fost tranzitat în 2022 de 55.666 de pasageri. A fost deschis în 1958 și numit după zona deservită.
Situat la o altitudine de 312 m, aeroportul dispune de o singură pistă.